# Karviná město
Karviná město (dawniej Fryštát ve Slezsku; niem. Freistadt in Schlesien) – stacja kolejowa w dzielnicy Nowe Miasto, która znajduje się na nieczynnej już dla ruchu pasażerskiego kolei prowadzącej z Piotrowic koło Karwiny przez Frysztat, Raj, Darków-uzdrowisko, Lipiny do starej Karwiny (Karwina-Doły).

## Historia
Stacja powstała z inicjatywy władzy miasta Frysztat i okolicznych miejscowości, które złożyły wniosek do Wiednia o budowę linii kolejowej łączącej Piotrowice koło Karwiny z Frysztatem, jako odgałęzienie Kolei Koszycko-Bogumińskiej i C.K. Uprzywilejowanej Kolei Północnej Cesarza Ferdynanda, projektu zapewniającego powiązania transportowe między północnymi i południowymi częściami monarchii habsburskiej. Wniosek został zatwierdzony 31 grudnia 1894 roku. W lutym 1895 rząd wydał pozwolenie na prace przygotowawcze, a w 1897 pozwolenie na budowę. Pierwszy pociąg osobowy przyjechał na peron do Frysztatu 1 września 1898 roku.
Kolej została zbudowana przez spółkę Kaiser Ferdinands-Nordbahn zarówno dla transportu gości uzdrowiskowych z Darkowa, jak i dla rozwijającego się przemysłu frysztackiego (m.in. Frysztackiej stalowni, zakładów Blumenthala, Jäckla i innych). Miała ona 9,83 km długości.
Karviná město służyła raczej jako stacja towarowa, w latach 1912–1931 przejeżdżał tędy pociąg pasażerski w jednym lub drugim kierunku osiem razy dziennie. W 1948 roku połączono Frysztat, Karwinę oraz okoliczne wsie Darków, Raj i Stare Miasto w jeden organizm miejski, co wiąże się ze zmianami urbanistycznymi. Linia kolejowa musiała ustąpić budowie osiedli, jako zaplecza dla kopalni węgla kamiennego w Zagłębiu Karwińskim. 27 maja 1962 roku wstrzymano ruch pasażerski. Odcinek Piotrowice – Frysztat nadal służy potrzebom transportu towarowego, ale sam budynek stacji stopniowo niszczeje.

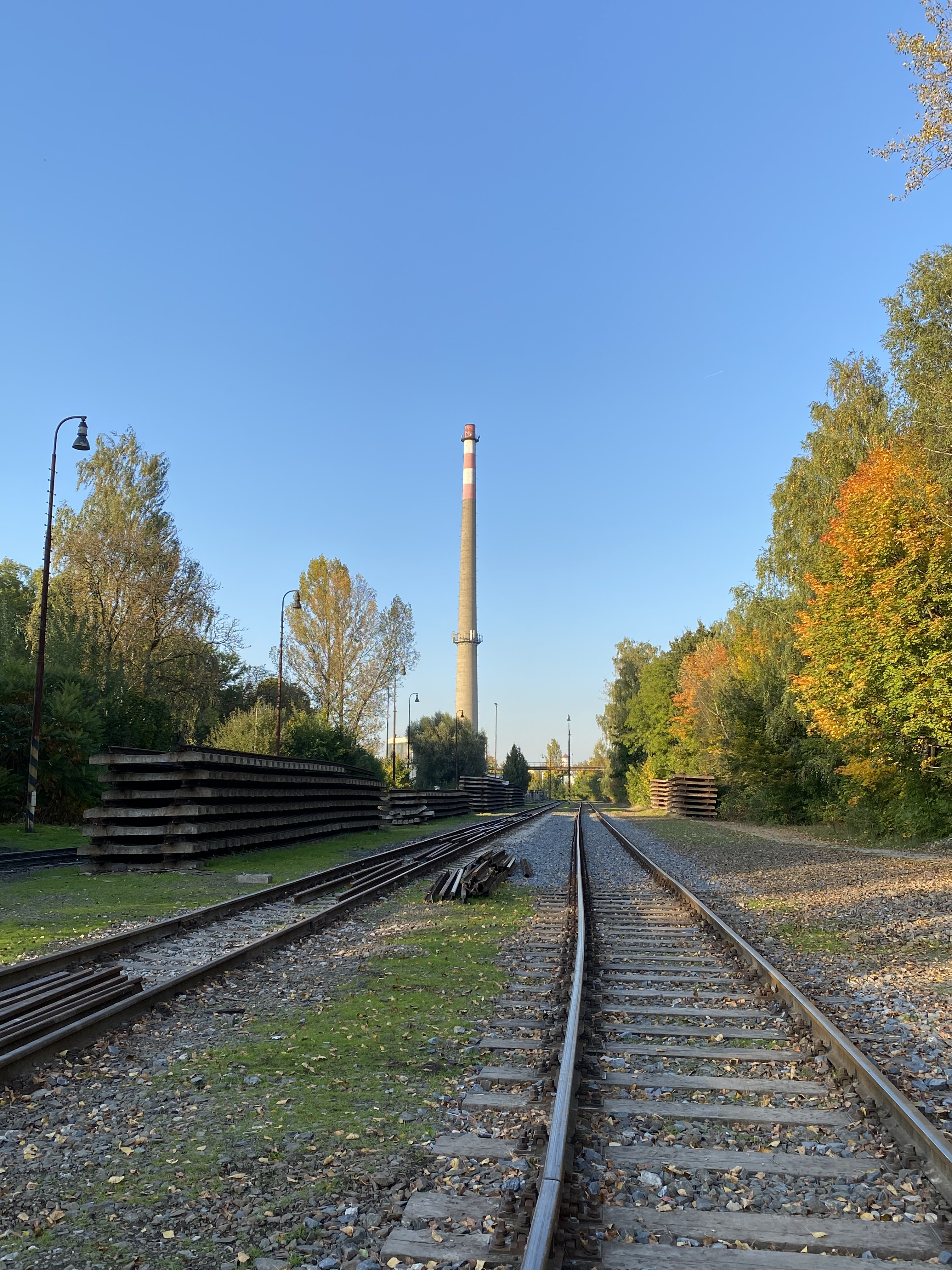
Linia kolejowa prowadząca do Piotrowic koło Karwiny

## Architektura
Budynek stacji nie znajduje się na głównym szlaku Kolei Północnej Cesarza Ferdynanda, dlatego wygląd stacji nie był priorytetem. Firma wybrała jeden z wielu standaryzowanych projektów architektonicznych CI III c, którego autorem był austriacki architekt Anton Dachler. Projekt powstał w 1890 roku i był przeznaczony dla lokalnych linii kolejowych. Cechą charakterystyczną projektów z przełomu XIX i XX wieku jest wykorzystanie cegły klinkierowej. Ten sam budynek możemy znaleźć na przykład w Gnojniku, Cieszynie, Dobrej, Odrách, Tovačově.
Dworzec we Frysztacie został zbudowany w 1898 roku, jest to budynek parterowy wykonany z cegły klinkierowej w czerwonym i beżowym kolorze.
Na parterze w lewej części mieścił się gabinet, część środkowa służyła jako westybul III klasy, obok zlokalizowano westybul II klasy oraz bufet. Na pierwszym piętrze budynku znajdowało się dwupokojowe i trzypokojowe mieszkanie dla pracowników dworca. Od 1962 roku, wraz ze wstrzymaniem ruchu pasażerskiego, budynek dworca jest nieużywany i popada w ruinę.

## Obecny stan

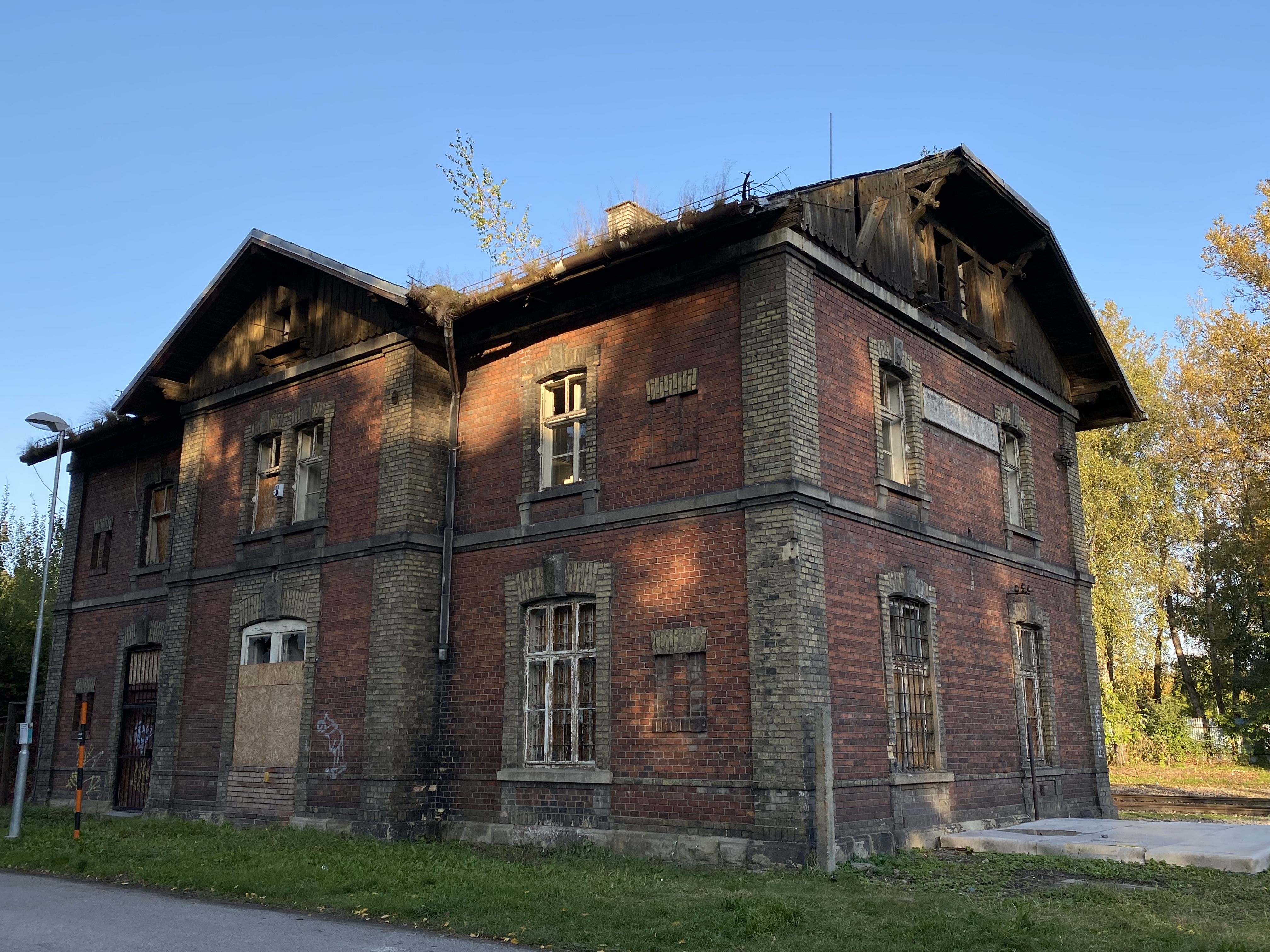
Budynek dworca kolejowego popadający w ruinę

W 2013 roku złożono wniosek o ogłoszenie budynku zabytkiem kultury, jednak nie został zaakceptowany. Właściciel stacji Správa železnic w 2015 roku wystawił budynek na sprzedaż za 1 000 000 koron czeskich.
W maju 2021 roku budynek dworca kupiła spółka S.O.S. Karviná. Jako jedyny zainteresowany subiekt zapłacił za budynek ponad 300 000 Kč. Przede wszystkim nowy właściciel chce naprawić dach.
Wcześniej członkowie S.O.S. Karwina oświadczyli, że po remoncie, chcą przestrzeń zaoferować lokalnym stowarzyszeniom, mogłoby tam powstać muzeum kolejowe i mała galeria.